# Guazacapán
Guazacapán är en kommunhuvudort i Guatemala.   Den ligger i departementet Departamento de Santa Rosa, i den södra delen av landet, 60 km söder om huvudstaden Guatemala City. Guazacapán ligger 265 meter över havet och antalet invånare är 7 080.
Terrängen runt Guazacapán är varierad, och sluttar söderut. Runt Guazacapán är det ganska tätbefolkat, med 90 invånare per kvadratkilometer. Närmaste större samhälle är Chiquimulilla, 3,5 km öster om Guazacapán. Omgivningarna runt Guazacapán är en mosaik av jordbruksmark och naturlig växtlighet.